# McLean County (Illinois)
McLean County is een county in de Amerikaanse staat Illinois.
De county heeft een landoppervlakte van 3.065 km² en telt 150.433 inwoners (volkstelling 2000). De hoofdplaats is Bloomington.